# Ventilateur
Ne doit pas être confondu avec le respirateur artificiel, communément appelé « ventilateur » par les professionnels de santé.
 (juin 2017).
Si vous disposez d'ouvrages ou d'articles de référence ou si vous connaissez des sites web de qualité traitant du thème abordé ici, merci de compléter l'article en donnant les références utiles à sa vérifiabilité et en les liant à la section « Notes et références ».

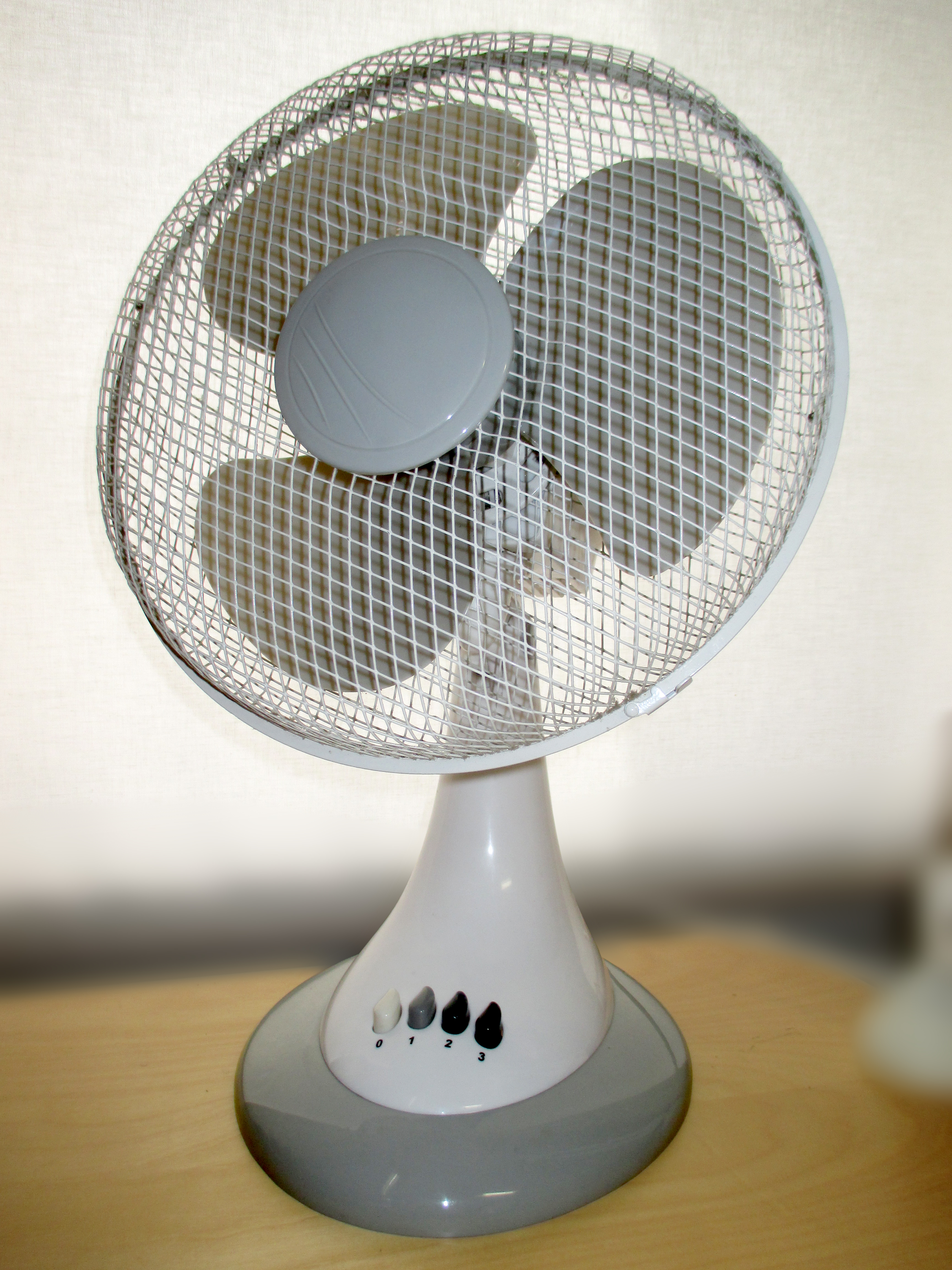
Ventilateur domestique sur pied. Les boutons situés à sa base correspondent à l'arrêt et à différentes vitesses de rotation.

Un ventilateur est un appareil destiné, comme son nom l'indique, à créer un vent artificiel, un courant d'air.
Les premiers ventilateurs étaient mus par la force humaine ou animale (pankas).
Avec la révolution industrielle de grands ventilateurs centrifuges ont été mus par des machines à vapeur, puis électriques (par exemple pour l'aérage des galeries de mines souterraines). Dorénavant les ventilateurs sont mus par un moteur électrique qui entraîne une hélice ou une turbine.

## Histoire
Le premier ventilateur électrique fonctionnant au courant continu a été inventé entre 1882 et 1886, 1882 est la date de l'invention du premier ventilateur de plafond par Philip Diehl, breveté en 1887. Mais l'invention du premier ventilateur électrique est attribué à Schuyler Wheeler en 1882, il construit le premier ventilateur portable en 1886. Depuis il n'a cessé de s’améliorer pour être utilisé dans de nombreux appareils domestiques ou industriels, nécessitant un bon refroidissement.

## Utilité
Les ventilateurs peuvent être utilisés pour tous les fluides compressibles ; ils sont utilisés tant pour le confort que dans l'industrie.
L'été un ventilateur fournit une sensation de fraîcheur à un être humain en facilitant l'évaporation de la transpiration et en homogénéisant la température d'une pièce, mais ne permet pas de faire baisser la température car les éléments moteurs dégagent un peu de chaleur. La « température ressentie » est fonction de la température mais elle diminue avec la vitesse de l'air, ce qui explique que l'été, le déplacement d'air provoqué par un ventilateur va rafraîchir les personnes en accélérant l'évaporation de la transpiration alors que si le temps est froid et humide il va les frigorifier.
- Les ventilateurs permettent la ventilation des bâtiments, des ouvrages routiers, etc.
- Dans une forge portative, le ventilateur centrifuge est, ou était, souvent actionné par une manivelle.

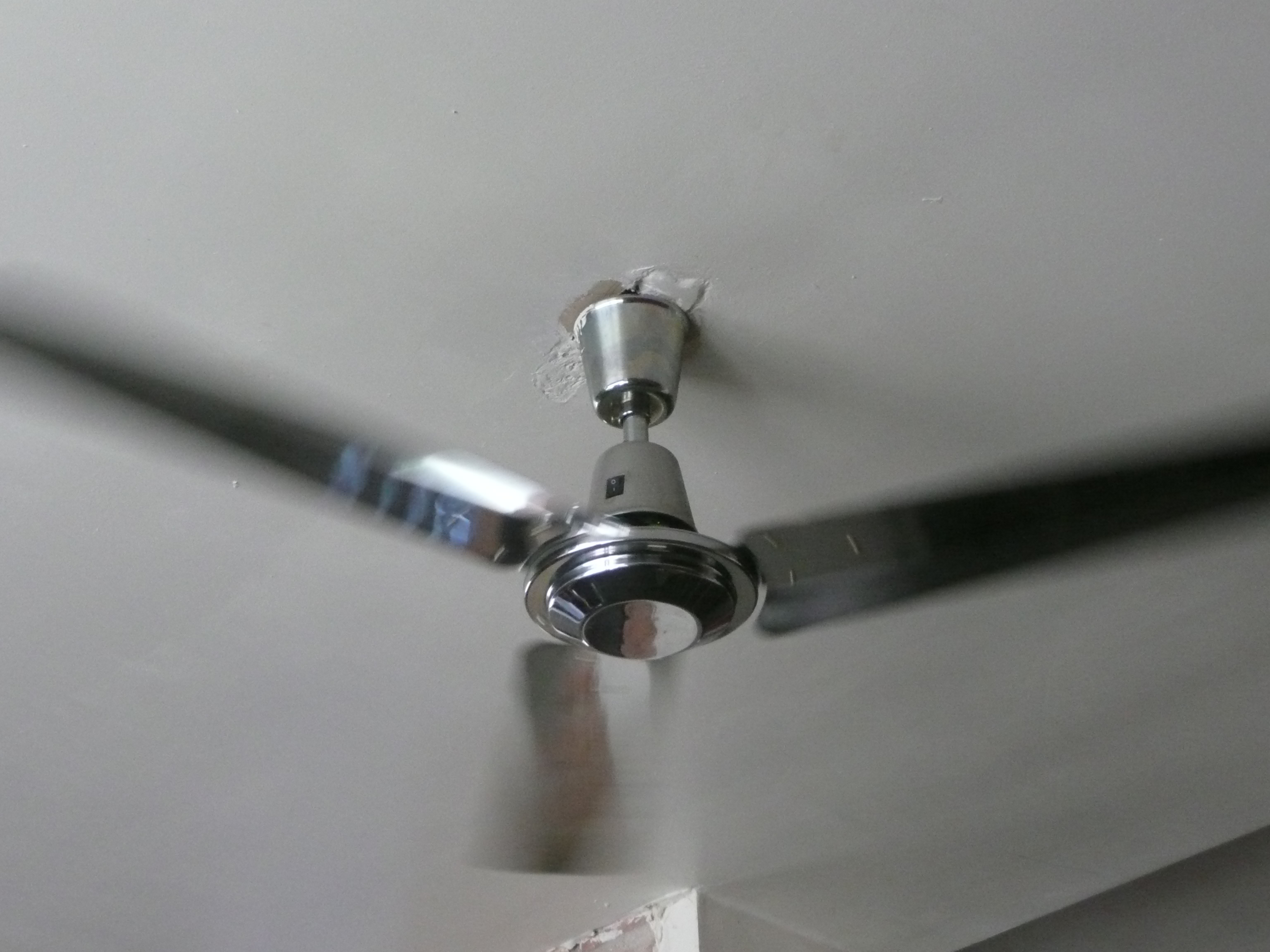
Ventilateur de plafond.

- Ventilateur de plafond.Dans les locaux de grande hauteur chauffés et/ou climatisés, le recours à des Ventilateurs grand volume et à faible régime ou HVLS permet de réaliser d'importantes économies d'énergie grâce à la déstratification. Ainsi, une étude d'EDF estime à 30% les économies d'énergies potentielles.

On utilise les ventilateurs dans divers domaines en créant un flux d'air permettant de maintenir une température acceptable dans certains environnements, notamment en informatique.

Par leur courant d'air, les ventilateurs permettent aussi de repousser les insectes volants. Dans les régions au climat tropical, cette technique est utilisée, notamment à l'aide de ventilateur plafonnier dans les habitations.

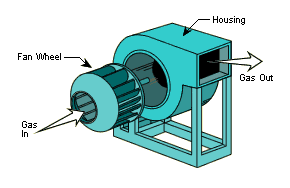
Ventilateur centrifuge.

## Types

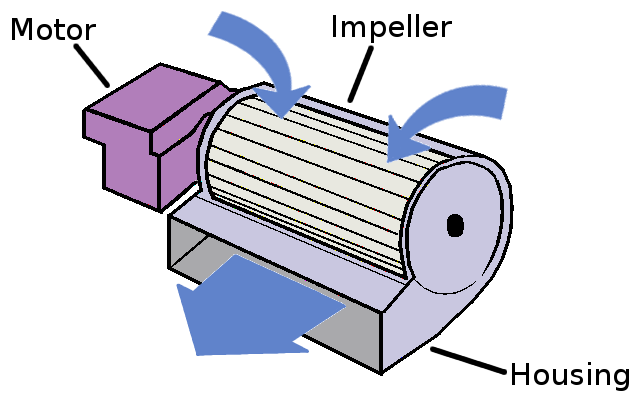
Schéma de principe du ventilateur tangentiel.

Selon la trajectoire du fluide dans leur roue, il existe trois grands types de ventilateurs :
1. les ventilateurs axiaux (ou hélicoïdaux) : constitués de deux parties statiques, le distributeur et le diffuseur, plus une partie mobile l'hélice entraînée par le moteur. Le fluide arrive par le distributeur et l'hélice projette le fluide sur le diffuseur. Sur les ventilateurs à usage domestique le distributeur et le diffuseur sont souvent absents.
2. les ventilateurs centrifuges : constitués de deux parties principales : une roue à aubes entraînée par un moteur tourne dans un stator épousant la roue, ce stator comporte deux ouvertures, la première alimente la partie centrale de la roue en fluide, lequel pénètre par dépression et est soufflé par effet centrifuge par le deuxième orifice.
Ils permettent d’atteindre une pression par accélération de l’air dans des roues à aubes en rotation puis par décélération dans les diffuseurs à large rayon de courbure. Ces ventilateurs permettent une régulation modulée du débit d’air en maintenant une pression constante par simple action d’une vanne en aspiration.Ventilateur pour ordinateur, sur un radiateur (ventirad).

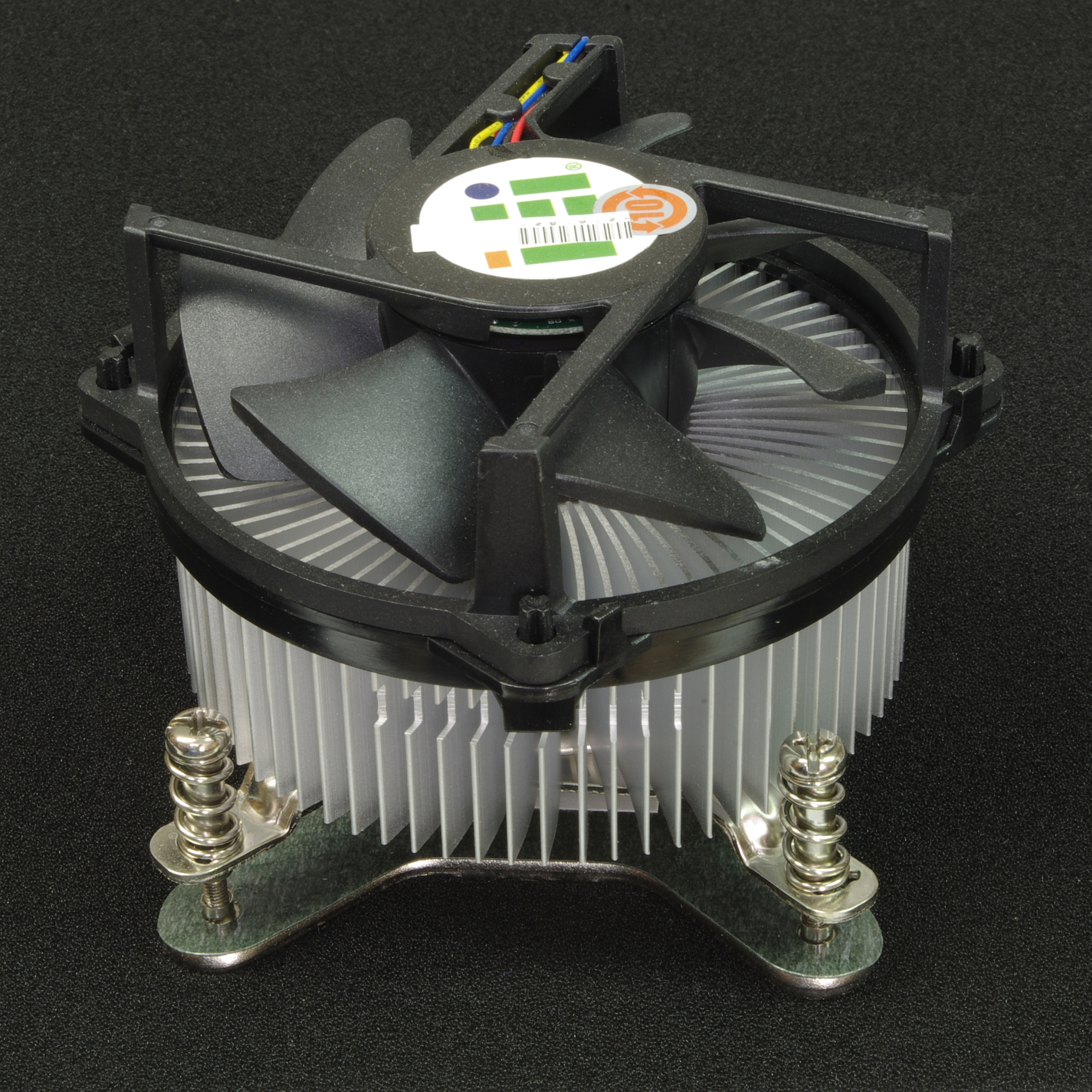
Ventilateur pour ordinateur, sur un radiateur (ventirad).

3. les ventilateurs tangentiels utilisent aussi une roue à aubes, habituellement beaucoup plus longue que son diamètre. Contrairement aux ventilateurs centrifuges, les extrémités du cylindre sont fermées. La trajectoire de l'air est perpendiculaire à l'axe de rotation, que ce soit en entrée ou en sortie. Les ventilateurs colonne sont des ventilateurs tangentiels placés verticalement.

Selon leur rôle, les ventilateurs peuvent être des ventilateurs en conduit, des ventilateurs de paroi, des ventilateurs accélérateurs, des ventilateurs brasseurs d’air ou des rideaux d'air.
Il existe d'autres types de ventilateurs, par exemple le ventilateur sans pales apparentes, le Air Multiplier de la société Dyson. Ce ventilateur est constitué d'un pied surmonté d'un simple anneau. Le flux engendré par le moteur et les pales situés dans le pied est dévié dans l'anneau puis projeté. Il ne présente pas de pièces mécaniques mobiles visibles.